# Vuelo 8054 de Japan Airlines Cargo
El vuelo 1045 de Japan Air Lines Cargo fue un vuelo chárter el 13 de enero de 1977, desde el condado de Grant, en el estado estadounidense de Washington, a Tokio con una escala en Anchorage. El vuelo se estrelló durante la fase de ascenso inicial, poco después del despegue de Anchorage debido a la intoxicación etílica del piloto.

## Aeronave
El avión involucrado en el accidente fue un Douglas DC-8-62AF, equipado con cuatro motores Pratt & Whitney JT3D; registrado JA8054 a JAL Cargo, una subsidiaria de Japan Air Lines. El avión tuvo un total de 19.744 horas de vuelo, de las cuales 8.708 fueron desde la última inspección importante y 45 desde la última verificación. Los registros mostraron que el avión se había mantenido dentro de las recomendaciones japonesas, americanas y de la OACI. 

### Hielo en el avión
Los mecánicos informaron de la presencia de hielo en los álabes de guía de entrada, cubiertas del motor y narices de bala del motor, pero no se encontró hielo en las superficies del avión. Un mecánico recomendó que se usara el sistema anticongelante del motor, pero no se realizó mantenimiento en la aeronave en Anchorage. Los investigadores sospecharon que el hielo en el perfil aerodinámico o el transductor puede haber causado un fallo en la advertencia de pérdida. El hielo presente en la superficie de las alas y los bordes de ataque podría haber reducido el ángulo de ataque necesario para producir una entrada en pérdida.

## Tripulación
A bordo del avión había tres miembros de la tripulación de vuelo, dos manipuladores de ganado y ganado vivo que se enviaba a Japón como carga. La tripulación de la cabina estaba compuesta por: 
El Capitán Hugh L. Marsh, de 53 años, fue contratado por Japan Air Lines el 24 de junio de 1969. Fue certificado para servir como piloto al mando del DC-8 el 9 de febrero de 1970; y el 30 de octubre de 1969 emitió una calificación de transporte de la aerolínea JCAB, N° 001168, así como el tipo calificado para el DC-8. Debido a una discapacidad visual menor, se le exigió usar anteojos correctivos para la visión de cerca según fuera necesario en el vuelo. El 10 de septiembre de 1970 fue certificado como navegante de segunda clase. Marsh tenía 23.252 horas de vuelo, incluidas 4.040 horas en el DC-8.
El Copiloto Kunihika Akitani, de 31 años, fue contratado por Japan Air Lines el 6 de mayo de 1970 y certificada como copiloto en el DC-8 el 1 de agosto de 1976. Akitani tenía 1.603 horas de vuelo, incluidas 1.208 horas en el DC-8.
El ingeniero de vuelo Nobumasa Yokokawa, de 31 años, fue contratado por Japan Airlines el 1 de abril de 1960. El 20 de noviembre de 1960 recibió su habilitación de tipo DC-8 de ingeniero de vuelo. Yokokawa también fue certificado para servir como ingeniero de vuelo en aviones Convair-880 y Boeing 747. Yokokawa tuvo 4.920 horas de vuelo, incluidas 2.757 horas en el DC-8.

### Intoxicación del piloto
El taxista que condujo al capitán Hugh L. Marsh al aeropuerto dijo a los investigadores que parecía desorientado. A las 04:50 hora local, un despachador de taxis llamó a JAL y advirtió de un piloto intoxicado. JAL respondió diciendo que no parecía haber nada inusual en la tripulación de vuelo. Las autopsias después del accidente mostraron que el capitán estaba muy intoxicado, con un nivel inicial de alcohol en sangre de 298 mg% y un nivel de alcohol vítreo de 310 mg% tomado doce horas después del accidente; el estado de Alaska considera que 100 mg% son legalmente inaceptables para conducir. De las trece personas interrogadas que habían hablado con Marsh antes del vuelo, seis declararon que había estado bebiendo o parecía estar borracho.

## Causa

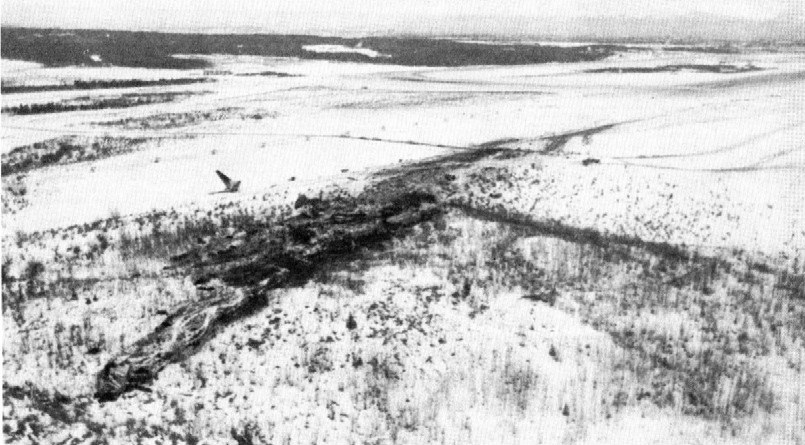
Restos del accidente.

De acuerdo con la Junta Nacional de Seguridad en el Transporte, el vuelo 1045 se estrelló debido a entradas erróneas en los controles de vuelo, los factores para tales entradas son la intoxicación del capitán y la formación de hielo en la célula. La NTSB señaló que los otros dos miembros de la tripulación de vuelo deberían haber corregido al piloto intoxicado, Hugh L. Marsh, pero no lo hicieron.
«La Junta Nacional de Seguridad en el Transporte determina que la causa probable del accidente fue un bloqueo que resultó de las entradas de control del piloto agravadas por la formación de hielo en el fuselaje mientras el piloto estaba bajo la influencia del alcohol. Contribuir a la causa de este accidente fue la falla del otros miembros de la tripulación de vuelo para evitar que el capitán intente el vuelo».